# 바오중향

바오중 향의 위치

바오중향(한국어: 포충향, 중국어: 褒忠鄉, 병음: Bāozhōng Xiāng)은 중화민국 윈린 현의 향이다. 넓이는 37.0552km2이고, 인구는 2015년 8월 기준으로 13,370명이다.

## 역사
바오중 향은 예전에는 포강륜장(埔姜崙莊)으로 불렸고 청대에는 포서보(布嶼堡)에 속해 창화현의 관할하에 놓여져 있었다.
1786년(건륭 51년), 임상문의 반란이 발생하면서 반란군측의 장대전이 가의를 공격해 각 보는 혼란에 빠졌다. 이에 대항해 장원근과 장명의 형제가 민중을 모아 관군을 지원해 반란군을 격퇴하였다. 이것에 의해 포충(褒忠)이라는 이름을 청 황제에게 하사받았고 원근통판에 임명되었다. 이것이 바오중의 유래이다.
1888년(광서 14년)에 운림현에 귀속되었다.
일본 통치 시대의 1909년, 도코 지청하에 포강륜구가 설치되었다. 1920년에는 도코 장에 합병되어 행정 기관명으로서는 바오중이라는 명칭이 소멸했다. 전후에 타이난 현 관할의 투쿠 진으로 고쳐졌지만 바오중 지구는 여전히 투쿠 진의 일부로서 취급을 받았다. 그러나 주민들의 분리를 요구하는 소리가 높아져 1946년 1월 23일, 투쿠 진에서 분할되어 바오중 향이 성립되었고 1950년에 윈린 현의 관할이 되어 현재에 이르고 있다.

## 출신 인물
- 등려군 (덩러쥔)